# 易卜拉欣·巴
易卜拉欣·巴（Ibrahim "Ibou" Ba，1973年11月12日—）是一名已退役的塞內加爾裔法國足球運動員。
易卜拉欣·巴主要擔任右中場，曾效力多所球會，包括曾兩度效力AC米蘭。巴亞出生於塞內加爾，在年幼時跟隨父母移民至法國。雖然他擁有兩國國籍，但他決定代表成長的國家法國國家足球隊，而不代表塞內加爾。

## 榮譽
AC米蘭
- 1999年：意甲冠軍
- 2003年：意大利盃
- 2003年：歐洲冠軍聯賽冠軍

佐加頓斯
- 2005年：瑞典超級聯賽冠軍
- 2005年：瑞典盃

## 外部連結
- （法文） FFF profile
- 足球数据库：易卜拉欣·巴的球员统计数据
- Esordienti Regionali 1994 page （页面存档备份，存于）